# Mosquiter de doble ratlla
El mosquiter de doble ratlla (Phylloscopus inornatus) és una espècie d'ocell de la família dels fil·loscòpids (Phylloscopidae). Cria en zones d'Àsia temperada i passa els hiverns en el Sud-est Asiàtic tropical. El seu estat de conservació es considera de risc mínim.
Actualment en el gènere Phylloscopus hi ha unes 55 espècies, però aquesta composició ho fa polifilétic en relació amb Seicercus, per la qual cosa diverses espècies li seran tretes aviat.
A més, es considerava que comprenia tres subespècies, però humei i mandelli constitueixen ara una espècie única (Phylloscopus humei), quedant el P. inornatus com monotípic.
És una de les sílvids més petites, 9,5-10 cm. Igual que la majoria dels mosquiters és verdosa per a dalt i de color os per a baix. No obstant això, la prominent doble llista en l'ala, les remeras terciàries de vora groga i els llargs supercilis la fan inconfusible.
Tan sols es pot arribar a confondre amb el P. humei que a les poques zones que comparteixen mostra colors més apagats, una segona llista en l'ala amb prou feines visible, i potes i mandíbula inferior fosques. A més, les seves vocalitzacions es distingeixen clarament.